# Stemmiulus parallelus
Stemmiulus parallelus är en mångfotingart som beskrevs av Loomis 1964. Stemmiulus parallelus ingår i släktet Stemmiulus och familjen Stemmiulidae. Inga underarter finns listade i Catalogue of Life.